# Naturfreundehaus am Steigerkopf
Das Naturfreundehaus am Steigerkopf, mehr bekannt als das Naturfreundehaus Edenkoben oder das Naturfreundehaus im Sauermilchtälchen – ist ein Wanderheim und eine Gaststätte (mit Selbstbedienung) im Pfälzerwald.

## Lage
Das Naturfreundehaus befindet sich innerhalb der Haardt, wie der Ostrand des Pfälzerwaldes genannt wird, am Ostfuß des namensgebenden Steigerkopfes mit dem Schänzelturm auf der Gemarkung einer zu Böbingen gehörenden Waldexklave am Nordufer des Triefenbaches, der wenige hundert Meter weiter südwestlich entspringt. Das Naturfreundehaus befindet sich am oberen Ende des Edenkobener Tales. Es gibt einen Wanderweg, der das Tal hinauf am Hilschweiher und an der Pfälzerwald-Vereinshütte Hüttenbrunnen vorbei führt.
Fast unmittelbar südlich und östlich des Hauses befindet sich die Gemarkungsgrenze zu einer weiteren Exklave, die zu Altdorf gehört; beide Orte liegen weit abseits im Gäu. Nächstgelegene Siedlung ist die rund drei Kilometer entfernte Stadt Edenkoben. Weiter nordwestlich und südwestlich befinden sich die Passhöhen Lolosruhe und Benderplatz.

## Geschichte
Den Beschluss zur Errichtung der Hütte fasste die Edenkobener Ortsgruppe der Naturfreunde 1946, nachdem sie seit 1921 zusammen mit der Lambrechter Sektion das Lambrechter Naturfreundehaus betrieben hatte. Der Bau begann 1951; 1952 folgte die Eröffnung. 1970 und 1983 kamen Erweiterungen am Haus hinzu.

## Verkehr
Unweit des Naturfreundehauses verläuft die Kreisstraße 6.

## Tourismus
Der mit einem roten Kreuz markierte Fernwanderweg Franken-Hessen-Kurpfalz und der Europäische Fernwanderweg E8 führen am Naturfreundehaus vorbei.